# Volta Independência Nacional
A Volta à Independência Nacional é uma carreira ciclista por etapas disputada na República Dominicana na última semana de fevereiro com motivo do festejo da independência de dito país (27 de fevereiro de 1844).
A sua primeira edição teve lugar em 1979 e foi vencida pelo mexicano Bernardo Cólex. O ciclista com mais edições vencidas é o dominicano Ismael Sánchez com 3 vitórias. A carreira tem feito parte do UCI America Tour desde a edição 2008 a 2012, desde 2014 a 2017 e desde 2019 e tem sido um evento de categoria nacional nas edições 2013 e 2018.

## Palmarés
| Ano                       | Vencedor                   | Segundo                         | Terceiro            |
| ------------------------- | -------------------------- | ------------------------------- | ------------------- |
| 1979                      | Bernardo Colex             | Luis Bueno                      | Marco Antonio López |
| 1980                      | Justo Galaviz              | Gilson Alvaristo                | Juan Arroyo         |
| 1981                      | Dale Stetina               | Russell Harrington              | Antonio Uzcategui   |
| 1982                      | José Antonio Agudelo Gómez | Juan Luis Rodríguez             | Raúl Acosta         |
| 1983                      | Salvador Rios              | Bernardo Colex                  | Tony Chanystein     |
| 1984                      | José Antonio Agudelo Gómez |                                 |                     |
| 1985                      | Gustavo Pardo              | Teodoro Sosa                    | Pastor Ortiz        |
| 1986                      | Ángel Noé Alayón           | Samuel Villamizar               | Rafael Díaz         |
| 1987                      | Marino García              | Teodoro Sosa                    | Wilfredo Tadeo      |
| 1988                      | Marino García              | Manuel Prieto                   | Robinson Merchán    |
| 1989                      | José Lindarte              | Mario Medina                    | José L. Torres      |
| 1990                      | Fernando Correa            | Mario Medina                    | José Lindarte       |
| 1991                      | José Vicente Ávila         | José Dario Hernández            | Alberto Cruz        |
| 1992                      | Omar Trompa                | Henry Ortiz                     | Julio César Aguirre |
| 1993                      | Oscar Mendoza              | Luis Barroso Gómez              | Roger Bordavere     |
| 1994 edição não realizada |                            |                                 |                     |
| 1995                      | Eliecer Valdés             | Iodis Tavárez                   | Osmani Álvarez      |
| 1996                      | Frank Agustin              | Matt Robins                     | Iván Meneses        |
| 1997                      | Eurico Parlsche            | Rolf Luber                      | Wendy Cruz          |
| 1998                      | Robinson Merchán           | Omar Pumar                      | Jürgen Werner       |
| 1999                      | Tommy Alcedo               | Nibaldo Enríquez                | Enrico Poitschke    |
| 2000                      | Alexis Méndez              | José Ibáñez                     | Julio César Rangel  |
| 2001                      | Manuel Guevara             | Heiko Szonn                     | Guillermo Chaparro  |
| 2002                      | Maxim Iglinsky             | Branley Nuñez                   | Julio César Rangel  |
| 2003                      | Gregorio Ladino            | Juan Antonio Barrero            | Edilberto Suárez    |
| 2004                      | Maxim Iglinsky             | Carlos Manuel Hernández Santana | Rafael Infantino    |
| 2005                      | Andrey Mizourov            | Carlos José Ochoa               | Ismael Sánchez      |
| 2006                      | Richard Ochoa              | Chris Frederick                 | Jorge Luis Pérez    |
| 2007                      | Jairo Pérez                | Miguel Ubeto                    | Predrag Prokić      |
| 2008                      | Carlos José Ochoa          | Augusto Sánchez Beriguete       | Ismael Sánchez      |
| 2009                      | Luís Fernando Sepúlveda    | Wendy Cruz                      | Rafael Merán        |
| 2010                      | Augusto Sánchez Beriguete  | Bruno Langlois                  | Arman Kamyshev      |
| 2011                      | Tomás Gil                  | Manuel Medina                   | Carlos José Ochoa   |
| 2012                      | Ismael Sánchez             | Róbigzon Oyola                  | Edward Beltrán      |
| 2013                      | Edwin Sánchez              | Óscar Pachón                    | Bruno Langlois      |
| 2014                      | Edwin Sánchez              | Rob Britton                     | Pedro Nelson Torres |
| 2015                      | Róbigzon Oyola             | Stiber Ortiz                    | Chris Butler        |
| 2016                      | Ismael Sánchez             | Diego Ochoa                     | Sergio Godoy        |
| 2017                      | Ismael Sánchez             | Adderlyn Cruz                   | Anderson Paredes    |
| 2018                      | Augusto Sánchez Beriguete  | Diego Milán                     | Adderlyn Cruz       |
| 2019                      | Robinson Chalapud          | Óscar Sevilla                   | Cristhian Montoya   |
| 2020                      | Ismael Sánchez             | Clever Martínez                 | Colin Patterson     |
| 2021                      | Yurgen Ramírez             | Franklin Chacón                 | Geovanny García     |
| 2022                      | Ismael Sánchez             | Jorge Abreu                     | Marlon David Garzón |

Nota: Na edição 2011, o ciclista Marco Arriagada foi inicialmente terceiro, mas em abril do mesmo ano foi suspenso por 4 anos por violação às regras antidopagem ao dar positivo por estanozolol em amostras tomadas tanto na Volta Ciclista de Chile de 2011 como na Volta Independência Nacional de 2011 e assim mesmo, lhe foram anulados os resultados obtidos em ambas provas.

## Estatísticas

### Mais vitórias gerais
| Ciclista        | Vitórias | Anos             |
| --------------- | -------- | ---------------- |
| Ismael Sánchez  | 3        | 2012, 2016, 2017 |
| Antonio Agudelo | 2        | 1982, 1984       |
| Marinho García  | 2        | 1987, 1988       |
| Maxim Iglinskiy | 2        | 2002, 2004       |
| Edwin Sánchez   | 2        | 2013, 2014       |
| Augusto Sánchez | 2        | 2010, 2018       |

## Palmarés por países
| País                 | Vitórias | 2.º lugar | 3.º lugar | Total |
| -------------------- | -------- | --------- | --------- | ----- |
| Colômbia             | 11       | 8         | 9         | 28    |
| Venezuela            | 11       | 8         | 6         | 25    |
| República Dominicana | 7        | 9         | 11        | 27    |
| Cazaquistão          | 3        | 0         | 1         | 4     |
| Alemanha             | 2        | 2         | 2         | 6     |
| México               | 2        | 2         | 1         | 5     |
| Cuba                 | 1        | 2         | 2         | 5     |
| Estados Unidos       | 1        | 2         | 2         | 5     |
| Chile                | 1        | 0         | 1         | 2     |
| Canadá               | 0        | 2         | 1         | 3     |
| Brasil               | 0        | 1         | 0         | 1     |
| Reino Unido          | 0        | 1         | 0         | 1     |
| Espanha              | 0        | 1         | 0         | 1     |
| Sérvia               | 0        | 0         | 1         | 1     |
| Argentina            | 0        | 0         | 1         | 1     |
|                      | 0        | 1         | 1         | 2     |